# Hospitalidad Nuestra Señora de Lourdes
La Hospitalidad Nuestra Señora de Lourdes es una archicofradía creada en Lourdes (Francia) en 1885, constituida posteriormente como asociación por ley de 1901. Sus miembros son voluntarios procedentes de 60 países cuyo papel es acoger y acompañar a miles de peregrinos, especialmente enfermos o discapacitados, que acuden a Lourdes.

## Historia

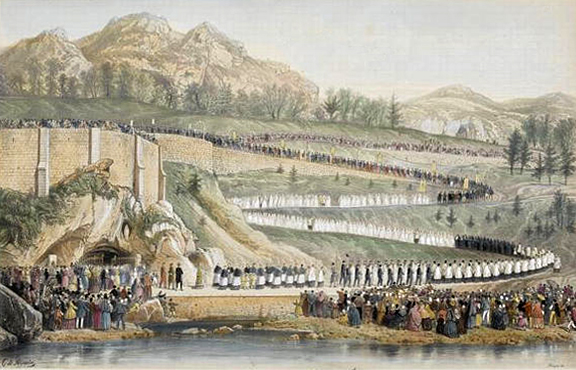
Primera procesión desde la iglesia parroquial para la inauguración de la estatua en la gruta de Massabielle (4 de abril de 1864)

Peregrinación en grupo (fotografía tomada entre 1897 y 1922 por Eugène Cattin)

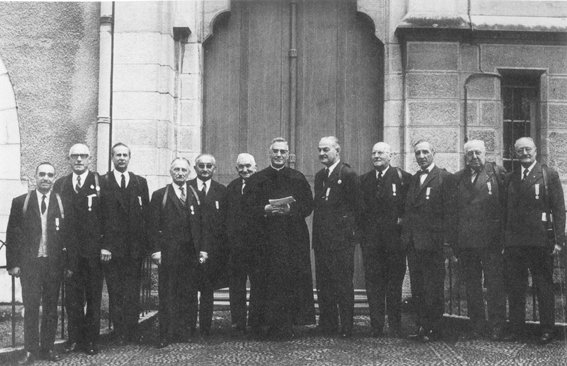
Foto histórica de la Hospitalidad Nuestra Señora de Lourdes

En 1858, Bernadette Soubirous contó que la “Señora” se le apareció y le dijo: “que la gente venga aquí en procesión”, “venga a la fuente a beber y a lavarse allí”. A partir de ese año, Bernadette fue acompañada por cientos, luego miles, de peregrinos enfermos y discapacitados que acudían en peregrinación.
Un año después de las apariciones, solos o en grupos, alrededor de 30 000 peregrinos llegaron a Lourdes que ya cuenta con siete milagros reconocidos por la Iglesia Católica.
En septiembre de 1861, la diócesis de Tarbes adquirió el lugar de las apariciones y el 18 de enero de 1862, el obispo de Tarbes, Bertrand-Sévère Laurence, encargó al párroco-decano de Lourdes, el padre Peyramale, acondicionar el lugar y poner en marcha una infraestructura para acoger a los millones de peregrinos que acudían cada año a Lourdes, primero en peregrinaciones parroquiales y luego en peregrinaciones diocesanas.
En 1866, la apertura de la estación de Lourdes, que acogió el primer tren de peregrinos, inauguró el transporte de masas y abrió la puerta a las peregrinaciones en grupo. La estación está situada a una distancia de 1500 m de los santuarios y a una altitud de 40 m. Los peregrinos descendían a pie (a menudo en camilla o carro), luego en carruaje tirado por caballos y finalmente en coche.
La primera peregrinación nacional a Lourdes tuvo lugar del 21 al 25 de julio de 1873. En 1874, el Centro de Acogida Marie Saint-Frai (hospital Notre-Dame-des-Douleurs) abrió 400 camas para peregrinos enfermos o discapacitados. La primera peregrinación belga y la primera peregrinación parisina (parroquia de San Sulpicio) tuvieron lugar antes de 1875. En 1877 se inauguró también el centro de acogida de Notre Dame. Fue reconstruido al otro lado del Gave en 1997 con 902 camas.
El número de peregrinos aumentó rápidamente. En 1879, las 25 Hermanitas de la Asunción ya no eran suficientes para atender a los peregrinos y fueron ayudadas por trabajadores laicos del hospital que comenzaron a atender a los 1000 peregrinos de la peregrinación nacional de 1881. Así nació la Hospitalidad de Nuestra Señora de la Salvación, que dio ejemplo y contribuyó al nacimiento de la Hospitalidad de Nuestra Señora de Lourdes. En 1885, a petición de los capellanes de Lourdes que deseaban acoger y alojar a los peregrinos que llegaban a la estación de Lourdes durante todo el año, se creó la Hospitalidad Nuestra Señora de Lourdes por iniciativa del obispo de Tarbes, Prosper-Marie Billère, bajo la presidencia del conde de Combettes de Luc. Al principio, el número de trabajadores del hospital era de solo tres, pero luego aumentó a 20 000. Los miembros de la Hospitalidad no se limitan a los habitantes de Lourdes, sino que vienen de toda Francia y del mundo entero.
No muy lejos del Centro de Acogida Marie Saint-Frai, la residencia Ave Maria ofrece alojamiento al personal del hospital. Junto a la puerta Saint-Michel, en los santuarios, la residencia Saint-Michel ofrece alojamiento a los hospitalarios pero al ser demasiado pequeña para acoger a todos y estar regularmente llena, los hospitalarios consiguen encontrar alojamiento en la ciudad de Lourdes que cuenta con más de 160 hoteles, lo que la convierte en la segunda ciudad hotelera de Francia después de París y antes de Niza. Para los más jóvenes (auxiliares de hospital, scouts y guías), la aldea juvenil, situada en lo alto del monte Béout, dispone de una capacidad de 350 camas y 2000 plazas en el campamento.
En 1887, Prosper-Marie Billère inauguró las procesiones del Santísimo Sacramento con la bendición de los peregrinos, y en 1890-1891, hizo construir las piscinas. En 1901, la Hospitalidad Nuestra Señora de Lourdes fue reconocida como asociación según la ley de 1901, permitiendo a cualquier persona, independientemente de sus creencias, unirse a ella.
El 20 de marzo de 1928, el obispo de Tarbes, Alexandre-Philibert Poirier, estableció la Hospitalidad Nuestra Señora de Lourdes como archicofradía (derecho canónico), permitiendo al hospitalario hacer su consagración a Jesús por María y vivir en comunión fraterna en la fidelidad a Cristo. La archicofradía agrupa a todas las demás cofradías existentes con el mismo nombre y con el mismo objetivo, es decir más de sesenta hospitalidades francesas y veinte extranjeras. El 12 de mayo de ese mismo año, un decreto de la Sagrada Penitenciaría permitió a los trabajadores de los hospitales dedicados a los peregrinos enfermos beneficiarse de indulgencias y favores espirituales.
Bajo el episcopado del obispo de Tarbes, Georges Choquet, se instauró cada año en el mes de noviembre, en la basílica superior de Lourdes, una misa en memoria de los servidores difuntos de Nuestra Señora de Lourdes (obispos, capellanes, sacerdotes, religiosos, miembros de la hospitalidad, empleados y obreros de los santuarios).
En 1940 se creó la asociación Massabielle, compuesta por presidentes (directores) de organismos de acogida diocesanos o privados, encargados de gestionar la peregrinación a Lourdes.

## Hospitalarios

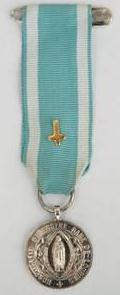
Medalla de la Hospitalidad

La Hospitalidad Nuestra Señora de Lourdes acoge y apoya a los peregrinos enfermos o discapacitados. Los hospitaleros llevan una medalla de la Virgen María, sujeta a una cinta de color azul cielo con un broche marcado HNDL y una cruz de San Pedro, fiel siervo de Cristo.
Entre 20.000 y 30.000 trabajadores del hospital prestan servicio en la Hostelería, que se divide en seis departamentos. Cada departamento tiene un vicepresidente y uno o más gerentes:
- El servicio Notre-Dame y el servicio Marie Saint-Frai participan en el alojamiento y la alimentación de peregrinos enfermos y discapacitados;
- El servicio Santa Bernadette, para la formación espiritual (bajo la dirección del capellán general) y las técnicas de manejo de material de transporte de peregrinos. Cuenta con un encargado de servicio de recepción y asistencia en oración;
- El servicio San Juan Bautista acompaña al peregrino durante su camino hacia los baños. El departamento cuenta con dos encargados (piscinas cubiertas y terraza de piscina);
- El servicio San José acompaña a los peregrinos a las ceremonias de los santuarios (incluida la asistencia a la oración en la gruta) y su traslado a la llegada y salida de la estación de tren de Lourdes y del aeropuerto. Cuenta con tres responsables: servicio de recepción en ceremonias, estación de tren y aeropuerto identificados con una placa roja;
- El servicio Saint Michel se encarga de la logística y la administración. El servicio cubre tres áreas de actividad:
  - La oficina de Saint Michel recibe a los recién llegados (llaves de las habitaciones, facturación de contribuciones, pernoctaciones, comidas, gestión de expedientes de peregrinación y servicio de desayuno). Tres gerentes gestionan la recepción de los internos, la recepción de los internos - patrocinio y la recepción del hospital;
  - El taller de reparaciones de material rodante (sillones, sillas azules, etc.) y mantenimiento de los edificios de la Hospitalidad;
  - El vestíbulo de la Hospitalidad (comida, bebidas no alcohólicas y juegos); Dispone de salas para reuniones de amigos, veladas de trabajo o de convivencia.

La Hospitalidad cuenta con cuatro centros de alojamiento:
- Notre-Dame du Oui y villa Marie-Bernadette;
- Bernadette y Benoît Labre;
- Casas Gabriel y Notre-Dame;
- Hospital Marthe y Marie.